# Александр Болдюк
Александр Болдюк (англ. Alexandre Bolduc; 26 червня 1985, Монреаль, Квебек) — канадський хокеїст, нападник. Александр був обраний «Сент-Луїс Блюз» в 4-му раунді під 127-м номером у Драфті НХЛ 2003 року.

## Ігрова кар'єра
Болдюк розпочав свою кр'єру хокеїста у клубі ГЮХЛК «Руен-Норанда Хаскіс», де відіграв чотири сезони, четвертий був неповним так як нападник перейшов до іншого клубу цієї ліги «Шавініган Катарактес». 
Влітку 2005 року укладає контракт з клубом АХЛ «Манітоба Мус». Один з найкращих сезонів він проводить у 2007/08 роках, записиючи до активу тридцять сім очок (18 + 19) що зрештою дає можливість заграти за клуб НХЛ «Ванкувер Канакс». Правда в наступному сезоні за «Канакс» він зіграв лише сім матчів та зробив одну результативну передачу, виступаючи більшість часу за фарм-клуб «Манітоба Мус». 
Свою першу в кар'єрі НХЛ шайбу він закинув у матчі проти Колорадо Аваланч 2 січня 2011 року.
2 липня 2011 року, Александр залишив «Ванкувер Канакс», підписавши однорічний контракт з Фінікс Койотс.
Провівши два сезони у клубі АХЛ «Портленд Пайретс» 5 липня 2013 року нападник залишив «Койотс», підписавши контракт на один рік з «Сент-Луїс Блюз». У наступному сезоні 2013/14 років виступає за «Чикаго Вулвс» (АХЛ) , де набрав 37 очок в 59 матчах. 
В грудні 2013 року брав участь у складі збірної Канади Кубку Шпенглера.
1 липня 2014 року, Болдюк погодився повернутися до складу «Койотс», підписавши однорічний контракт з Аризона Койотс.
3 червня 2015 року перейшов до російського клубу Трактор. 21 жовтня того ж року перейшов до хорватської команди Медвещак (Загреб). 
1 лютого 2017 року підписав контракт з німецькою командою Кельнер Гайє. Сезон 2018–19 провів у складі англійського Ноттінгем Пантерс.

## Збірна
В активі нападника перемога на юніорському чемпіонаті світу з хокею із шайбою 2003 року у складі юніорської збірної Канади.

## Нагороди та досягнення
- Чемпіон світу серед юніорів — 2003.
- АХЛ All-Star Classic — 2013.